# Omer Demeuldre
Omer Paul Demeuldre (8. března 1892 Cambrai – 3. května 1918) byl 22.–25. nejúspěšnějším francouzským stíhacím pilotem první světové války s celkem 13 uznanými sestřely.
Do francouzské armády vstoupil v roce 1912 a začátek první světové války ho zastihl jako mechanika u letectva. Před tím než se v říjnu 1916 stal pilotem, létal na dvoumístných letounech jako střelec/pozorovatel.
Zahynul 3. května 1918 při útoku na nepřátelský dvoumístný letoun. Jeho ostatky nebyly nikdy nalezeny.
Během války získal mimo jiné tato vyznamenání: Médaille militaire, Légion d'honneur a Croix de Guerre.